# Portrait d'Édouard Brahy-Prost
Le Portrait d'Édouard Brahy-Prost est un pastel réalisé en 1893 par Adrien de Witte, peintre belge et professeur à l'Académie royale des beaux-arts de Liège. L'artiste y dépeint Édouard Brahy-Prost, un illustre collectionneur liégeois d'œuvres d'art, de meubles et d'orfèvrerie,.

## Élaboration et genre artistique
Ce portrait au pastel est effectué par de Witte en 1893,. À ce moment, l'artiste est revenu dans sa ville natale après son premier voyage en Italie (1872-1873), son long séjour à Rome en tant que boursier de la Fondation Darchis (1879-1884) et un bref passage à Paris (1884-1885),,. Il y est affairé par ses cours à l'Académie royale des Beaux-Arts, qu'il dispense depuis décembre 1885 « avec un zèle attentif »,. Jusqu'à sa mise à la pension en octobre 1921, il va se « consacrer à sa charge de professeur, au détriment de sa production personnelle »,,. Sa tâche éducative à l'Académie s'accroît d'ailleurs l'année où il exécute ce pastel, lorsque le cours de dessin et de peinture à la section des demoiselles lui est octroyé le 10 avril.
La production de pastel d'Adrien de Witte est limitée, puisque le catalogue de son œuvre, réalisé en 1927 par Charles Delchevalerie et Armand Rassenfosse, en dénombre seulement sept. Six des sept pastels répertoriés sont exécutés entre 1887 et 1900, en plus d'un dernier daté de 1922. Presque tous sont des portraits.

## Édouard Brahy-Prost
Dans la présente œuvre, l'artiste représente Édouard Brahy-Prost (1847-1914), distillateur et marchand de vin de profession,, mais qui est surtout « un collectionneur éminent qui, pendant un demi siècle, acquiert pour son bel hôtel de Féronstrée, des tableaux, gravures, meubles et bibelots de grande qualité »,.
Passionné d'art, il est également membre de la Commission royale des Sites et Monuments, de la Commission du musée des Beaux-Arts de Liège et des principaux cercles d'art de Liège,. Enfin il est membre de 1891 jusqu'à sa mort de l'Institut archéologique liégeois, où il exerce aussi les fonctions de trésorier (1892-1902), vice-président (1903) et président (1904).

## Parcours de l'œuvre
Lorsqu'il signe ce portrait, le peintre inclut une dédicace : « À mon ami Brahy, A. de Witte. 1893 ». Celle-ci semble indiquer que le pastel est vendu ou offert à Édouard Brahy par l'artiste. En 1927, l'œuvre est reprise dans le catalogue Delchevalerie-Rassenfosse, et elle fait partie, à ce moment, de la collection Amédée Brahy (1885-1944), troisième enfant d'Édouard,,. Enfin, en 1981, le portrait est listé comme propriété de M. Serge Brahy dans le catalogue de l'exposition Adrien de Witte : Dessins - Pastels - Gravures qui est organisée par le cabinet des Estampes au palais des beaux-arts de Liège.

## Réception critique
Selon l'historienne de l'art Emmanuelle Sikivie, les « quelques portraits de bourgeois respectables » que l'artiste exécute au pastel, comme par exemple ceux de Maurice Chizelle, de madame de Soer de Solières et d'Édouard Brahy-Prost, sont des « portraits conventionnels où le modèle est figuré dans une attitude classique et où chaque détail de la physionomie ou du vêtement est admirablement rendu ».

## Expositions
- 1981 : Adrien de Witte : Dessins - Pastels - Gravures, du 11 septembre au 15 novembre, Cabinet des Estampes et des Dessins, Liège (catalogue no 89)[1].